# Benidorm Fest 2023
Benidorm Fest 2023 – 2. edycja festiwalu będącego hiszpańskimi eliminacjami do 67. Konkursu Piosenki Eurowizji. Półfinały odbyły się 31 stycznia i 2 lutego, a finał – 4 lutego, w Benidormie. Koncerty przeprowadzili Mónica Naranjo, Inés Hernand i Rodrigo Vázquez.
W finale festiwalu wygrała Blanca Paloma z utworem „Eaea”, autorstwa Álvaro Tato, Blanca Paloma Ramos i José Pablo Polo.

## Przebieg konkursu

### Format
Program składa się z dwóch półfinałów i finału, w którym na żywo swoje piosenki wykonało 18 uczestników – solistów, duetów, trio lub zespołów. Cztery piosenki z największą liczbą głosów w każdym konkursie półfinałowym zakwalifikowały się do finału. W finale, zorganizowanym w sobotę po dwóch półfinałach, ponownie odbyło się głosowanie, a piosenka z największą liczbą punktów została ogłoszona zwycięzcą i piosenką reprezentującą Hiszpanię w Konkursie Piosenki Eurowizji.

### Głosowanie
Zarówno w półfinałach, jak i w finale, głosowanie zostało przeprowadzone w następujący sposób: za 50% wyniku odpowiada jury, składające się z pięciu członków międzynarodowych i trzech członków hiszpańskich. Każdy członek jury przyznaje ulubionym piosenkom w półfinale od 2 do 12 punktów, a w finale – 2 punkty oraz pomiędzy 4 a 12 punktami. Za kolejne 25% wyniku odpowiada komisja demoskopiczna, złożona z 350 obywateli Hiszpanii z różnych grup społecznych oraz pochodzenia, reprezentujących równomiernie hiszpańską populację. Pozostałe 25% wyniku to punktacja telewidzów poprzez SMS i audiotele. Komisja demoskopiczna oraz telewidzowie osobno przyznają następującą punktację: w półfinale 13, 15, 20, 22, 25, 28, 30, 35, i 40 punktów, a w finale – 13 oraz 15 punktów zastąpione jest 16 punktami dla jednego wykonawcy, reszta punktacji pozostaje identyczna. W przypadku remisów, miały być rozwiązywane wyłącznie do rozstrzygnięcia 4. miejsca w półfinale (granica kwalifikacji), oraz 1. miejsca w finale – w takim przypadku wyższe miejsce zajmuje wykonawca, który otrzymał więcej głosów od komisji demoskopicznej oraz telewidzów.
W skład jury weszli:
- Nina – piosenkarka i autorka tekstów, reprezentantka Hiszpanii w Konkursie Piosenki Eurowizji 1989
- Christer Björkman – wieloletni producent szwedzkich preselekcji na Konkurs Piosenki Eurowizji Melodifestivalen, reprezentant Szwecji w Konkursie Piosenki Eurowizji 1992
- Irene Valiente – dziennikarka, dyrektorka programowa stacji trzeciej Radio Nacional de España
- José Juan Santana – kompozytor i autor, prezydent hiszpańskiego klubu OGAE zrzeszającego fanów Eurowizji
- William Lee Adams – brytyjski dziennikarz, założyciel i edytor portalu Wiwibloggs
- Katrina Leskanich – amerykańska piosenkarka i autorka tekstów, zwyciężczyni Konkursu Piosenki Eurowizji 1997 jako członkini zespołu Katrina and the Waves
- Nicola Caligiore – szef włoskiej delegacji na Konkurs Piosenki Eurowizji w latach 2011–2019
- Tali Eshkoli – izraelska producentka telewizyjna, koordynatorka Konkursu Piosenki Eurowizji 2019

## Uczestnicy
Nadawca publiczny RTVE opublikował zasady Benidorm Fest 2023 19 lipca 2022 roku, a termin nadsyłania zgłoszeń rozpoczął się 1 września tego roku. Zgłoszenia przyjmowano do 10 października. Oprócz przyjmowania otwartych zgłoszeń, RTVE zastrzegło sobie prawo do zapraszania znanych piosenkarzy i autorów bezpośrednio z bieżącej sceny muzycznej. Utwory musiały być oryginalne, nie wykonane lub rozpowszechniane w całości lub w części przed wrześniem roku poprzedzającego. Ponadto utwór musi trwać od 2,5 do 3 minut i musi zawierać co najmniej 65% tekstu w języku hiszpańskim i/lub współoficjalnych językach Hiszpanii. Po zamknięciu okresu składania zgłoszeń RTVE ogłosiło, że otrzymano 876 zgłoszeń, 482 za pośrednictwem formularza internetowego i 394 od wytwórni płytowych. Nazwiska wybranych wykonawców zostały oficjalnie ogłoszone 25 października podczas specjalnego programu emitowanego na kanale La 1, a 29 października odbyła się oficjalna prezentacja artystów. Utwory konkursowe opublikowano za pomocą strony internetowej RTVE Play 18 grudnia. W przypadku nagłego wycofania się wykonawcy przed jednym z koncertów, w którym ma uczestniczyć, RTVE stworzyła listę sześciu rezerwistów.
| Wykonawca     | Piosenka             | Język                 | Autorzy | Miejsce | Punkty |
| ------------- | -------------------- | --------------------- | --- | ------- | ------ |
| Aritz         | „Flamenco”           | hiszpański, angielski | Carlos Marco, Frida Amundsen, Kaci Brown, Sam Gray, Tonino Speciale                                                                      | 1       | 146    |
| Alice Wonder  | „Yo quisiera”        | hiszpański            | Alicia Climent Barriuso | 2       | 125    |
| José Otero    | „Inviernos en Marte” | hiszpański            | Gabriel Oré Lapides, José Andrés Otero Pérez, Karen Méndez, Kenya Saiz Gallo, Manuel Chalud                                              | 3       | 110    |
| Blanca Paloma | „Eaea”               | hiszpański            | Álvaro Tato, Blanca Paloma Ramos, José Pablo Polo                                                                                        | 4       | 101    |
| Twin Melody   | „Sayonara”           | hiszpański, angielski | Aitana Echeverría, Fernando Boix, Jonathan Geraint Burt, Natalia Neva Martín, Paula Echeverría                                           | 5       | 99     |
| Alfred García | „Desde que tu estás” | hiszpański            | Alfred García Castillo, Raúl Gómez | 6       | 99     |
| E'Femme       | „Uff!”               | hiszpański, angielski | Antonio Escobar Núñez, Bárbara Reyzábal, Carlota Sotelo Mártinez, Melania Medel González, Sandra Martin Valencia, Sara Frías López       | 7       | 91     |
| Meler         | „No nos moverán”     | hiszpański            | Francisco Javier Pagalday González, Jonathan Geraint Burt, José Héctor Portilla Rodríguez, Natalia Neva Martín, Oliver García Cerón      | 8       | 89     |
| Megara        | „Arcadia”            | hiszpański            | Israel Dante Ramos, Roberto La Lueta Ruíz, Sara Jiménez Moral                                                                            | 9       | 87     |
| Famous        | „La Lola”            | hiszpański            | Adrián Ghiardo, Andrés Sebastián Ramírez, Jorge de la Cruz Correa                                                                        | 10      | 81     |
| Sofía Martín  | „Tuki”               | hiszpański            | Claudio Maselli, Fanny Sofía Carabias Martín, Freddy Rochow                                                                              | 11      | 79     |
| Fusa Nocta    | „Mi familia”         | hiszpański            | Carlos Padilla, Ignacio Moreno González, Luis Nares Signes, Miriam Nares Signes, Rosebely Molina, Teresa de la Gándara, Vera Martí Nares | 12      | 79     |
| Vicco         | „Nochentera”         | hiszpański            | Joan Valls Paniza, Rubén Pérez Pérez, Victoria Riba                                                                                      | 13      | 78     |
| Rakky Ripper  | „Tracción”           | hiszpański            | Aleix Martin Font, Joan Valls Paniza, Raquel García Cabrerizo, Rubén Pérez Pérez                                                         | 14      | 76     |
| Agoney        | „Quiero arder”       | hiszpański            | Agoney Hernández Morales, Andrés Huélamo López, Marta Martínez López                                                                     | 15      | 66     |
| Sharonne      | „Aire”               | hiszpański            | Alejandro Barroso Soto, Cristóbal Garrido Pinto, Iván Torrent Llavero                                                                    | 16      | 65     |
| Siderland     | „Que esclati tot”    | kataloński            | Albert Sort Creus, Andreu Mañós Ramis, Oriol Plana Pedret, Roger Argemí Tutusaus                                                         | 17      | 64     |
| Karmento      | „Quiero y duelo”     | hiszpański            | Carmen Toledo | 18      | 55     |

## Koncerty

### Pierwszy półfinał
Pierwszy półfinał odbył się 31 stycznia 2023. Podczas okienka na głosowanie telewidzów podczas pierwszego półfinału wpłynęło 10 285 głosów, w tym 7507 poprzez SMS i 2778 poprzez audiotele.
| Lp. | Wykonawca    | Piosenka         | Jurorzy | Komisja demoskopiczna | Widzowie | Suma | Miejsce |
| --- | ------------ | ---------------- | ------- | --------------------- | -------- | ---- | ------- |
| 1   | Sharonne     | „Aire”           | 45      | 20                    | 22       | 87   | 6       |
| 2   | Aritz        | „Flamenco”       | 50      | 22                    | 35       | 107  | 5       |
| 3   | Sofía Martín | „Tuki”           | 22      | 13                    | 13       | 48   | 9       |
| 4   | Agoney       | „Quiero arder”   | 86      | 35                    | 40       | 161  | 1       |
| 5   | Megara       | „Arcadia”        | 51      | 30                    | 30       | 111  | 4       |
| 6   | Alice Wonder | „Yo quisiera”    | 79      | 15                    | 25       | 119  | 2       |
| 7   | Meler        | „No nos moverán” | 29      | 40                    | 15       | 84   | 7       |
| 8   | Fusa Nocta   | „Mi familia”     | 65      | 25                    | 28       | 118  | 3       |
| 9   | Twin Melody  | „Sayonara”       | 29      | 28                    | 20       | 77   | 8       |

### Drugi półfinał
Drugi półfinał odbył się 2 lutego 2023. Podczas okienka na głosowanie telewidzów podczas drugiego półfinału wpłynęło 11 224 głosów, w tym 7808 poprzez SMS i 3416 poprzez audiotele.
| Lp. | Wykonawca     | Piosenka             | Jurorzy | Komisja demoskopiczna | Widzowie | Suma | Miejsce |
| --- | ------------- | -------------------- | ------- | --------------------- | -------- | ---- | ------- |
| 1   | Famous        | „La Lola”            | 46      | 28                    | 13       | 87   | 7       |
| 2   | José Otero    | „Inviernos en Marte” | 63      | 22                    | 20       | 105  | 4       |
| 3   | Karmento      | „Quiero y duelo”     | 47      | 30                    | 35       | 112  | 3       |
| 4   | Rakky Ripper  | „Tracción”           | 24      | 13                    | 15       | 52   | 9       |
| 5   | Blanca Paloma | „Eaea”               | 92      | 35                    | 40       | 167  | 1       |
| 6   | E'Femme       | „Uff!”               | 17      | 25                    | 22       | 64   | 8       |
| 7   | Siderland     | „Que esclati tot”    | 48      | 15                    | 25       | 88   | 6       |
| 8   | Alfred García | „Desde que tu estás” | 52      | 20                    | 30       | 102  | 5       |
| 9   | Vicco         | „Nochentera”         | 67      | 40                    | 28       | 135  | 2       |

### Finał
Finał odbył się 4 lutego 2023. Podczas okienka na głosowanie telewidzów podczas finału wpłynęło 34 997 głosów, w tym 24 553 poprzez SMS i 10 444 poprzez audiotele.
| Lp. | Wykonawca     | Piosenka             | Jurorzy | Komisja demoskopiczna | Widzowie | Widzowie | Widzowie | Punkty | Miejsce |
| Lp. | Wykonawca     | Piosenka             | Jurorzy | Komisja demoskopiczna | Głosy    | Procent  | Punkty   | Punkty | Miejsce |
| --- | ------------- | -------------------- | ------- | --------------------- | -------- | -------- | -------- | ------ | ------- |
| 1   | Karmento      | „Quiero y duelo”     | 35      | 20                    | 2 371    | 6,77%    | 25       | 80     | 6       |
| 2   | Megara        | „Arcadia”            | 50      | 28                    | 2 908    | 8,31%    | 28       | 106    | 4       |
| 3   | Alice Wonder  | „Yo quisiera”        | 53      | 16                    | 1 543    | 4,41%    | 20       | 89     | 5       |
| 4   | Fusa Nocta    | „Mi familia”         | 24      | 25                    | 1 755    | 5,01%    | 22       | 71     | 8       |
| 5   | Agoney        | „Quiero arder”       | 80      | 30                    | 9 515    | 27,19%   | 35       | 145    | 2       |
| 6   | Blanca Paloma | „Eaea”               | 94      | 35                    | 9 898    | 28,28%   | 40       | 169    | 1       |
| 7   | José Otero    | „Inviernos en Marte” | 37      | 22                    | 977      | 2,79%    | 16       | 75     | 7       |
| 8   | Vicco         | „Nochentera”         | 59      | 40                    | 6 030    | 17,23%   | 30       | 129    | 3       |

## Oglądalność
| Koncert           | Data             | Godzina | Kanał | Widzowie  | Udział w rynku | Źr.    |
| ----------------- | ---------------- | ------- | ----- | --------- | -------------- | ------ |
| Pierwszy półfinał | 31 stycznia 2023 | 22:50   | La 1  | 1 044 000 | 10,0%          | [ 20 ] |
| Drugi półfinał    | 2 lutego 2023    | 22:40   | La 1  | 1 020 000 | 9,4%           | [ 21 ] |
| Finał             | 4 lutego 2023    | 22:05   | La 1  | 1 887 000 | 14,7%          | [ 22 ] |